# Giovanni Orazio Cartagenova
Giovanni Orazio Cartagenova (Genova, 1800 – Vicenza, 26 settembre 1841) è stato un basso e baritono italiano.

## Biografia
Vocalmente basso, il Cartagenova fu anche interprete di numerosi ruoli da baritono. 
Viene ricordato anche per la sua abilità interpretativa.
Nativo di Genova, del Cartagenova si ignora il percorso formativo musicale. 
Il suo debutto fu alla Scala di Milano il 23 agosto 1823 come Ircano nella prima di Ricciardo e Zoraide con Brigida Lorenzani seguito in settembre nella prima di Otello di Gioachino Rossini nel ruolo di Elmiro diretto da Alessandro Rolla ed in novembre da Orbazzano nella prima di Tancredi diretto da Rolla con la Lorenzani.
Entrò in contatto con i principali compositori italiani dell'epoca, tra cui Saverio Mercadante, di cui divenne amico e da cui fu scritturato nel 1824 per una tournée in Spagna, Portogallo ed Italia, Gaetano Donizetti, Vincenzo Bellini e Gioachino Rossini.
A Lisbona nel 1825 è Atlante nel Violenza e costanza di Mercadante in una recita privata ed al Teatro Nacional de São Carlos dove è anche Aliprando in Matilde di Shabran, Assur in Semiramide di Rossini ed il conte Arnoldo in Elisa e Claudio di Mercadante.
Dal 1833 in poi Cartagenova legò il suo nome al Teatro alla Scala, continuando però ad esibirsi in altri teatri italiani ed esteri, tra cui viene ricordata un'importante tournée a Londra nel 1836, ove si esibì ne La straniera al King's Theatre.
Morì a Vicenza nel 1841.

## Ruoli creati
- Il Califfo in Adina di Rossini (22 Giugno 1826, Lisbona)
- Adolfo ne La testa di bronzo di Mercadante (3 Dicembre 1827, Lisbona)
- Osroas in Adriano in Siria di Mercadante (24 Febbraio 1828, Lisbona)
- Fayel in Gabriella di Vergy di Mercadante (8 Agosto 1828, Lisbona)
- Ordamante ne I normanni a Parigi di Mercadante (7 Febbraio 1832, Torino)
- Filippo Maria Visconti in Beatrice di Tenda di Bellini (16 Marzo 1833, Venezia)
- Corrado in Emma d'Antiochia di Mercadante (8 Marzo 1834, Venezia)
- Enrico in La gioventù di Enrico V di Mercadante (25 Novembre 1834, Milano)
- Manfredo ne Il giuramento di Mercadante (11 Marzo 1837, Milano)
- Alcandro in Saffo di Pacini (29 Novembre 1840, Napoli)